# توماس هوبر (لاعب كريكت)
توماس هوبر (بالإنجليزية: Thomas Hopper)‏ (1 فبراير 1828 - 13 يوليو 1877) هو لاعب كريكت بريطاني (وحمل سابقاً جنسية المملكة المتحدة لبريطانيا العظمى وأيرلندا).

## وصلات خارجية
- توماس هوبر على موقع إي آس بي آن كريك إنفو (الإنجليزية)